# Ville Koski
Ville Aleksi Jukanpoika Koski (Tuusula, 27 gennaio 2002) è un calciatore finlandese, difensore dell'Istria 1961 e della nazionale finlandese.

## Carriera

### Club
Cresciuto nel settore giovanile del PKKU, ha debuttato in prima squadra nella stagione 2018 disputata in Kakkonen (terza divisione finlandese). L'anno successivo è stato acquistato dall'Honka, club di prima divisione, che lo ha inizialmente assegnato alla propria seconda squadra; il 12 settembre 2020 ha debuttato in Veikkausliiga nella trasferta vinta 3-1 contro il RoPS. Impiegato con maggior costanza negli anni successivi, ha segnato il suo primo gol il 13 agosto 2022 nell'incontro vinto 4-0 contro l'Ilves.
Il 3 dicembre 2023 è stato acquistato a titolo definitivo dall'Istria 1961, club della prima divisione croata, con un contratto valido a partire da gennaio 2024.

### Nazionale
Ha giocato con le nazionali giovanili finlandesi Under-17, Under-18 ed Under-21.
Il 12 gennaio 2023 ha debuttato con la nazionale maggiore nell'amichevole persa 1-0 contro l'Estonia.

## Statistiche

### Presenze e reti nei club
Statistiche aggiornate al 7 giugno 2025.
| Stagione          | Squadra           | Campionato        | Campionato | Campionato | Coppe nazionali | Coppe nazionali | Coppe nazionali | Coppe continentali | Coppe continentali | Coppe continentali | Altre coppe | Altre coppe | Altre coppe | Totale | Totale | Totale |
| Stagione          | Squadra           | Comp              | Pres       | Reti       | Comp            | Pres            | Reti            | Comp               | Pres               | Reti               | Comp        | Pres        | Reti        | Pres   | Reti   |        |
| ----------------- | ----------------- | ----------------- | ---------- | ---------- | --------------- | --------------- | --------------- | ------------------ | ------------------ | ------------------ | ----------- | ----------- | ----------- | ------ | ------ | ------ |
| 2018              | PKKU              | K                 | 13         | 0          | CF              | 0               | 0               | -                  | -                  | -                  | -           | -           | -           | 13     | 0      |        |
| 2019              | Pallohonka        | K                 | 15         | 1          | -               | -               | -               | -                  | -                  | -                  | KC          | 2           | 0           | 17     | 1      |        |
| 2020              | Pallohonka        | K                 | 12         | 1          |                 | -               | -               | -                  | -                  | -                  | KC          | 3           | 0           | 15     | 1      |        |
| Totale Pallohonka | Totale Pallohonka | Totale Pallohonka | 27         | 2          |                 | -               | -               |                    | -                  | -                  |             | 5           | 0           | 32     | 0      |        |
| 2020              | Honka             | VL                | 1          | 0          | CF              | 0               | 0               | -                  | -                  | -                  | -           | -           | -           | 1      | 0      |        |
| 2021              | Honka             | VL                | 17         | 0          | CF              | 2               | 0               | UECL               | 2                  | 0                  | -           | -           | -           | 21     | 0      |        |
| 2022              | Honka             | VL                | 24         | 2          | CF+CdL          | 0+2             | 0               | -                  | -                  | -                  | -           | -           | -           | 26     | 2      |        |
| 2023              | Honka             | VL                | 25         | 1          | CF+CdL          | 2+3             | 0               | UECL               | 2                  | 0                  | -           | -           | -           | 32     | 1      |        |
| Totale Honka      | Totale Honka      | Totale Honka      | 67         | 4          |                 | 9               | 0               |                    | 4                  | 0                  |             | -           | -           | 80     | 4      |        |
| gen.-giu. 2024    | Istria 1961       | HNL               | 12         | 0          | CC              | 0               | 0               | -                  | -                  | -                  | -           | -           | -           | 12     | 0      |        |
| 2024-2025         | Istria 1961       | HNL               | 34         | 0          | CC              | 3               | 0               | -                  | -                  | -                  | -           | -           | -           | 37     | 0      |        |
| Totale carriera   | Totale carriera   | Totale carriera   | 153        | 5          |                 | 12              | 0               |                    | 4                  | 0                  |             | 5           | 0           | 174    | 5      |        |

### Cronologia presenze e reti in nazionale
| Cronologia completa delle presenze e delle reti in nazionale ― Finlandia | Cronologia completa delle presenze e delle reti in nazionale ― Finlandia | Cronologia completa delle presenze e delle reti in nazionale ― Finlandia | Cronologia completa delle presenze e delle reti in nazionale ― Finlandia | Cronologia completa delle presenze e delle reti in nazionale ― Finlandia | Cronologia completa delle presenze e delle reti in nazionale ― Finlandia | Cronologia completa delle presenze e delle reti in nazionale ― Finlandia | Cronologia completa delle presenze e delle reti in nazionale ― Finlandia |
| Data                                                                     | Città                                                                    | In casa                                                                  | Risultato                                                                | Ospiti                                                                   | Competizione                                                             | Reti                                                                     | Note                                                                     |
| ------------------------------------------------------------------------ | ------------------------------------------------------------------------ | ------------------------------------------------------------------------ | ------------------------------------------------------------------------ | ------------------------------------------------------------------------ | ------------------------------------------------------------------------ | ------------------------------------------------------------------------ | ------------------------------------------------------------------------ |
| 12-1-2023                                                                | Albufeira                                                                | Finlandia                                                                | 0 – 1                                                                    | Estonia                                                                  | Amichevole                                                               | -                                                                        |                                                                          |
| Totale                                                                   |                                                                          | Presenze                                                                 | 1                                                                        |                                                                          | Reti                                                                     | 0                                                                        |                                                                          |

## Palmarès

### Club

#### Competizioni nazionali
- Liigacup: 1

Honka: 2022